# Igloksoaktalik North Island
Igloksoaktalik North Island är en ö i Kanada.   Den ligger i provinsen Newfoundland och Labrador, i den östra delen av landet, 1 700 km nordost om huvudstaden Ottawa. Arean är 7,9 kvadratkilometer.
Terrängen på Igloksoaktalik North Island är platt. Öns högsta punkt är 154 meter över havet. Den sträcker sig 4,0 kilometer i nord-sydlig riktning, och 4,3 kilometer i öst-västlig riktning.